# Remi de Halut
Remi de Halut, chevalier, vicomte de Bergues-Saint-Winoc, né à Braine-le-Château et mort le 11 mai 1568 à Malines, est un officier et fournisseur aux armées du XVIe siècle, directeur de la Fonderie royale de Malines et fondeur d'artillerie de Charles-Quint et Philippe II.

## Biographie
Fils de Jean de Halut, Remi de Halut suit la carrière des armes et devient capitaine au régiment de Philippe de Montmorency. Veuf, il épouse en 1536 Heylwich (Heylwige) van den Nieuwenhuysen alias van Campfort (1500-1562), fille de Henrick Michiels van den Nuwenhuysen et de Cathelyn Gerit Cantfoerts, et veuve de Hans Poppenruyter, fondateur de la Fonderie royale d'artillerie de Malines. 
Après ce mariage, Rémy d'Hallut prend la suite de la Fonderie royale de Malines et obtient rapidement le titre de fondeur royal par l'empereur Charles Quint. Il se fait inscrire à la gilde de la Vieille Arbalète en 1538.
Il continue le développement de la Fonderie royale de Malines. En plus des commandes royales, il produit les canons nécessaires à l'armement notamment des fortifications et citadelles de Tournai, de Namur, de Charlemont, de Mariembourg, du Quesnoy, de Cambrai et de Landrecies, ainsi qu'aux villes de Malines, d'Anvers et de Middelbourg.
Bénéficiant de la grande fortune de son épouse, accroissant lui-même son patrimoine par ses succès industriels, Halut est propriétaire de terres notamment à Leest et à Heffen. Son épouse avait fondé l'Hospice Sainte-Hedwidge, dite de la Putterie, dans l'ancien hôtel d'Egmont voisin de la fonderie.
Le portrait de Remi de Halut et de son épouse, peint sur verre et accompagné de leurs armoiries, fut placée dans une verrière du cœur de l'église Notre-Dame-au-delà-de-la-Dyle.
Après son décès, la fonderie royale sera repris par son neveu Gérard van den Nieuwenhuysen.

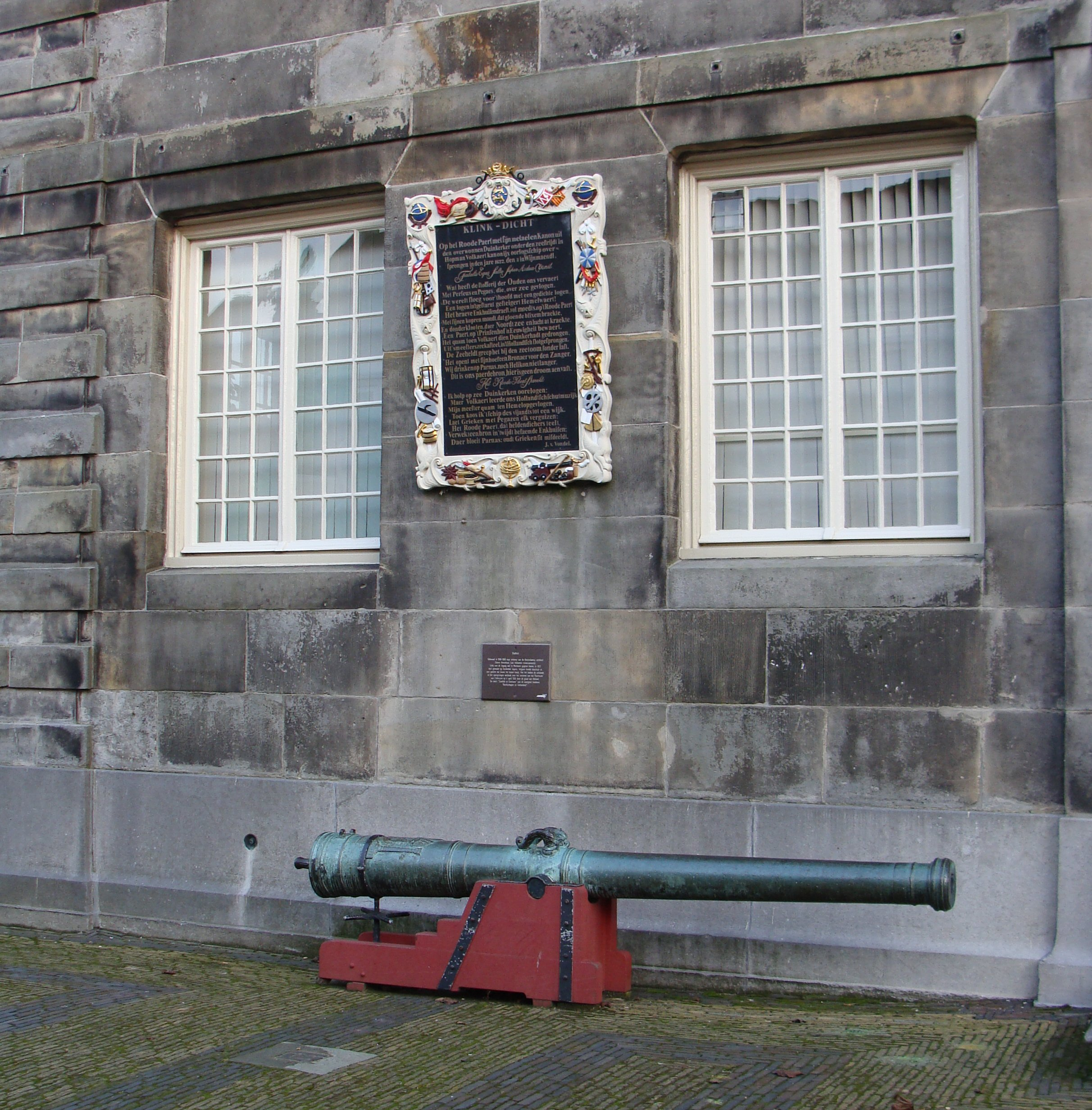
Canon fondu sous Rémy de Halut en 1551 (Enkhuizen)
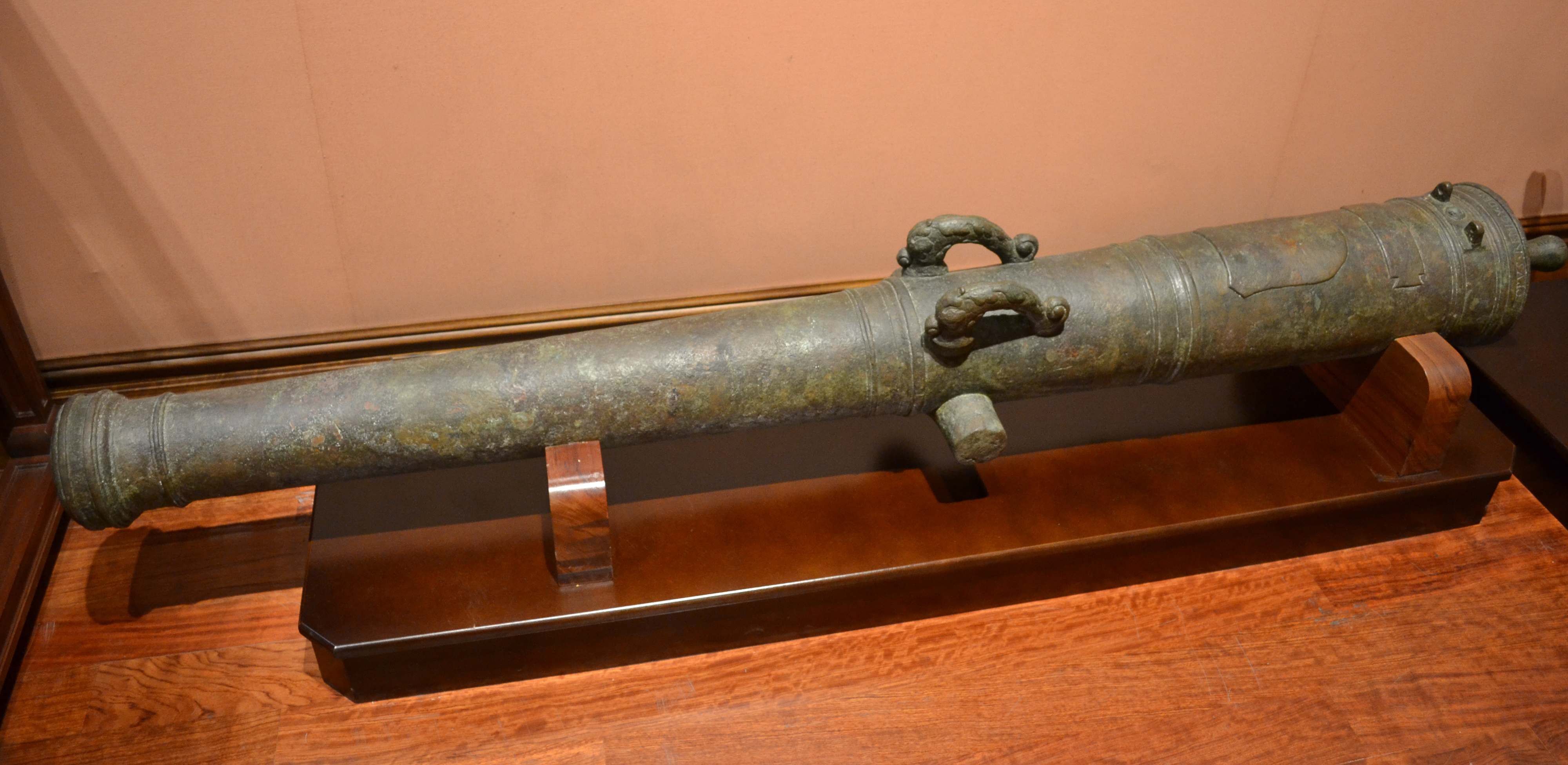
Canon de bronze fondu sous Rémy de Hallut en 1553 (Museo Naval de Madrid)
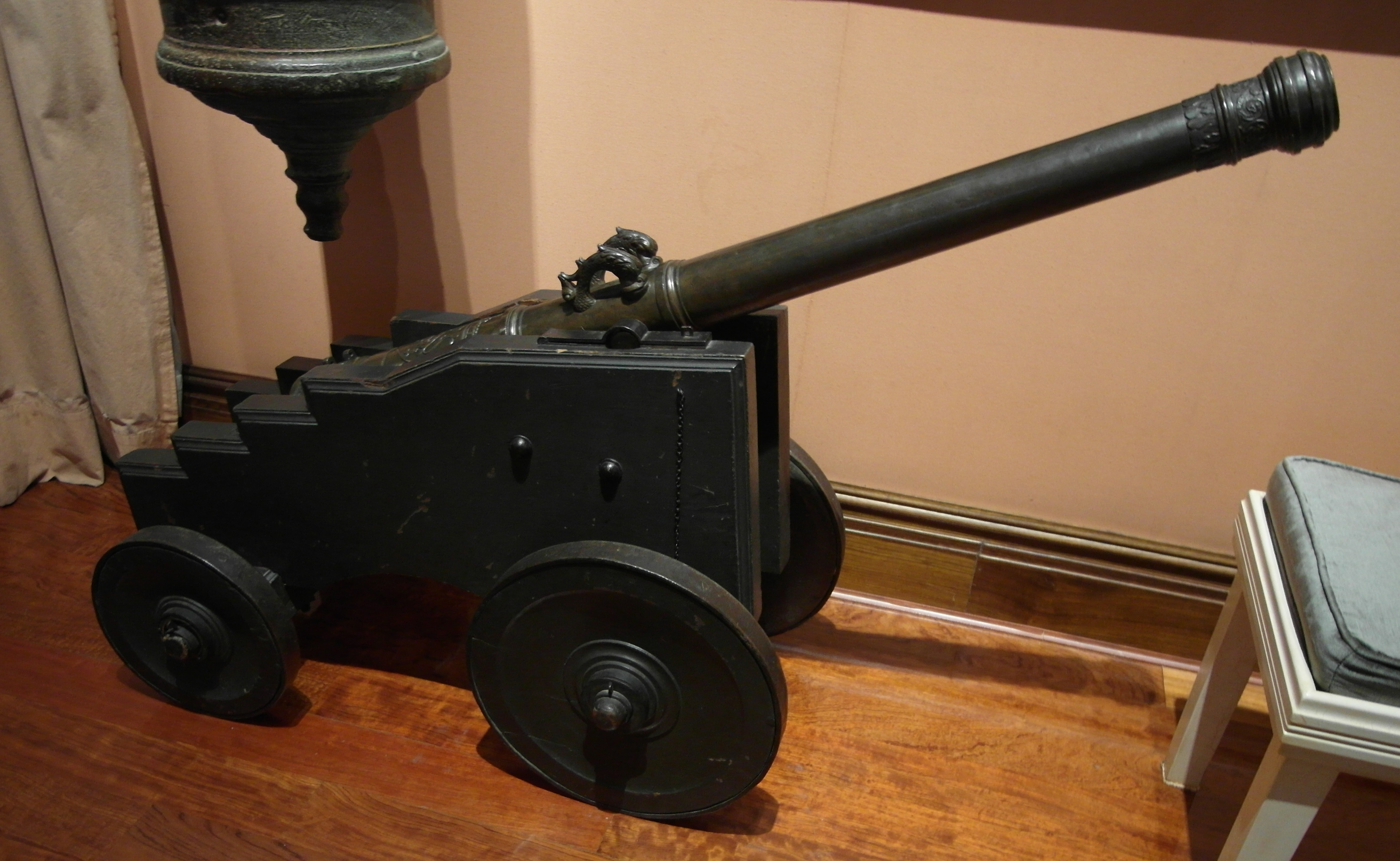
Canon en bronze fondu sous Rémy de Hallut en 1559 (Museo Naval de Madrid)

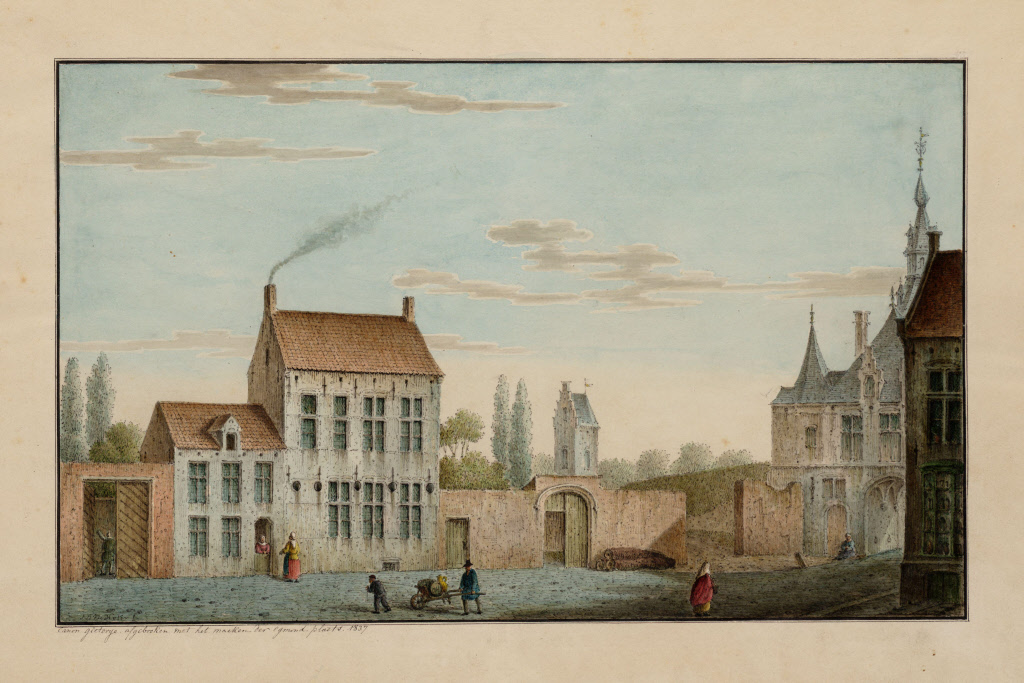
Fonderie royale de Malines
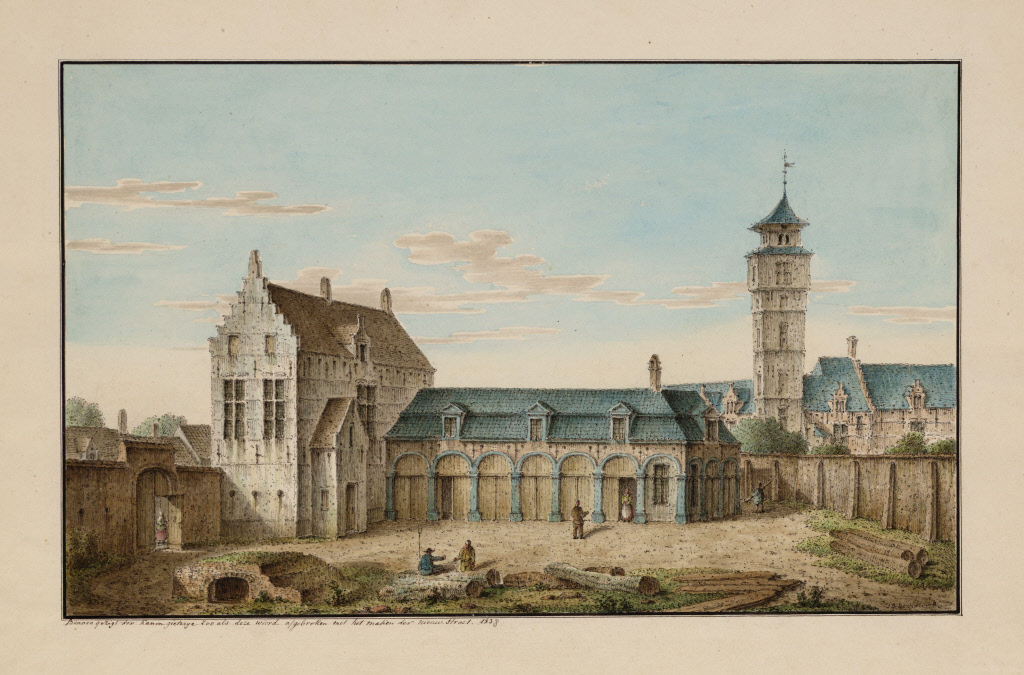
Fonderie royale de Malines, avec en vue de fond l'Hospice Sainte-Hedwidge, dite de la Putterie.
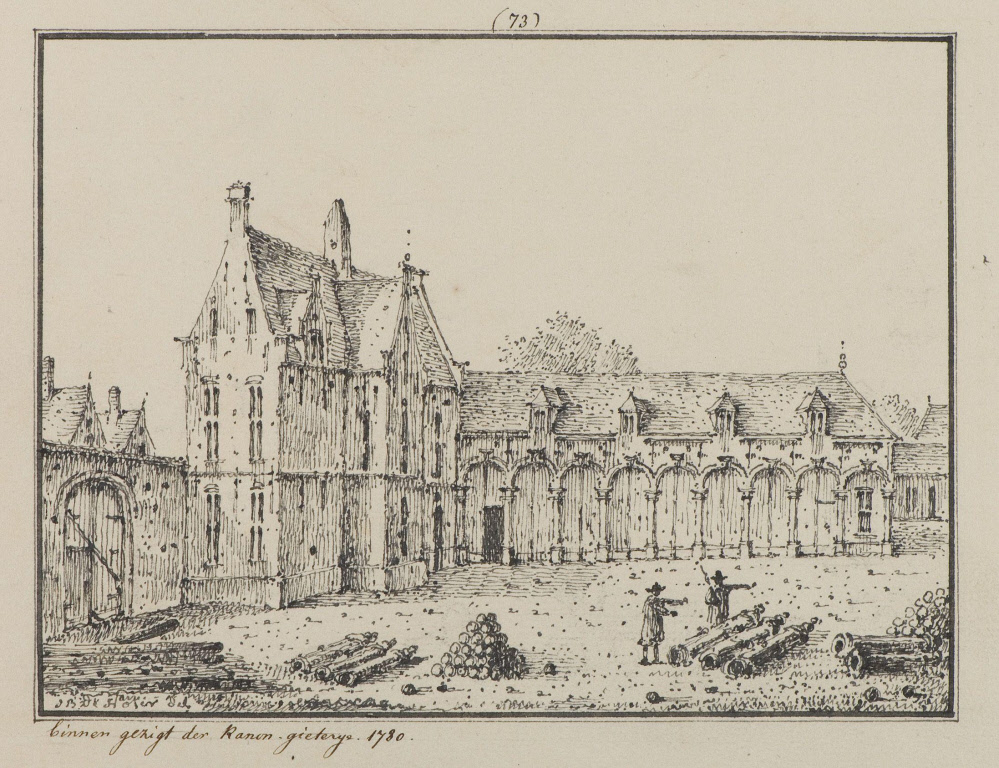
Fonderie royale de Malines